# A Escalada
A Escalada – A Verdadeira História da Tragédia no Everest  é um livro que descreve a versão contada pelo alpinista russo Anatoli Boukreev sobre o desastre no Monte Everest em 1996, durante o qual 12 alpinistas perderam a vida. O co-autor, G. Weston DeWalt (que não fazia parte da expedição), fornece os detalhes de outros alpinistas e inclui a narrativa do diário de Boukreev.
O livro é também, pelo menos em parte, uma resposta a Jon Krakauer que conta o mesmo acontecimento em seu livro No Ar Rarefeito (Into Thin Air: Death on Everest), e que colocou parte da culpa pelo desastre, em ações de Boukreev durante a subida, que este recusou-se a aceitar, provavelmente levando a recontar o seu  próprio lado do evento.